# Lost Nation (Illinois)
Lost Nation – jednostka osadnicza w Stanach Zjednoczonych, w stanie Illinois, w hrabstwie Ogle.